# アンジェラ・アキ
アンジェラ・アキ（Angela Aki、1977年9月15日 - ）は、日本の女性シンガーソングライター、ジャズピアニスト。徳島県板野郡板野町出身。

## 来歴

### デビューまで
父は日本人、母はイタリア系アメリカ人。
1980年、3歳からピアノを習い始める。徳島市の生光小学校に6年生まで通った後、1990年に岡山へ転居し、中学時代を過ごした。中学は私立清心女子学園・清心中学校で過ごす。
1992年の後半、15歳で家族とともにハワイに渡り、4年制の高校に通う。この頃、ニルヴァーナやグリーン・デイの音楽に衝撃を受ける。また、音楽以外にサーフィンにも打ち込んでいた。
1996年、ワシントンD.C.のジョージ・ワシントン大学に入学、政治経済学を専攻。大学1年生の時にサラ・マクラクランの学園祭ライブを見に行った際、スタジアム内の1万人の聴衆がサラと1対1で向かい合っているのを感じ、自らも音楽を通じて人とつながるために生まれてきた事を確信したという。その経験がきっかけとなり、本格的に音楽活動を開始。
大学卒業後、そのままワシントンで就職して歌手を目指すことになった。昼間は会社で秘書として働き、夜は9時から12時までバーやライブハウスで歌うという二重生活が続いたが、次第にその生活に疑問を持つようになった。そんな時、会社の上司に音楽に賭けてみることを勧められ、覚悟を決めた彼女は勤めていた会社を退職。中華料理店でのアルバイトの傍ら、クラブやライブハウスに出演し、デモテープの作成に務める。
2003年2月、自作の曲がヤクルトのCMソングに採用される。この楽曲提供がきっかけとなり、歌手デビューを志して26歳で日本に帰国。各地に売り込みに回ったが、年齢が足かせとなり、とりあってくれるところは無かった。しかしこの年の9月27日、椎名林檎の日本武道館でのライブを見てサラ・マクラクランのライブを見た時の確信を思い出し、『自分も3年後の2006年までにこの舞台に立つ』という目標を立てることで自分を奮い立たせた。その後もライブハウスを巡ったりデモ曲を約500曲作ったりと、精力的に音楽活動を続けた。
2004年、日立DVDカム「Wooo」のCMソングを担当。
2005年3月、インディーズからピアノ弾き語りミニアルバム『ONE』をリリースし、日本でのCDデビューを果たす。地道な下積み生活が関係者の目にとまり、好調だったミニアルバムのセールスも相まって、メジャーデビューが決まる。

### 2005年
- 9月14日、シングル『HOME』でメジャーデビュー[6][8][9]。

### 2006年
- 3月15日、ゲームソフト『ファイナルファンタジーXII』の挿入歌である3枚目のシングル「Kiss Me Good-Bye」を発表。
- 6月14日、アルバム『Home』を発表。60万枚を超すロングセラーとなる[4]。
- 12月26日、日本武道館史上初となる、単独アーティストによるピアノ弾き語りライブを開催[4]。以降、武道館ライブは毎年行われることとなった。
- 12月31日、第57回NHK紅白歌合戦にデビュー曲の「HOME」で初出場。

### 2007年
- 3月9日、自身のブログにて結婚する旨を報告、それと同時にこれが2度目の結婚であることも明らかにした[10]。夫はエピックレコードジャパンでアンジェラを担当していた音楽ディレクター[注 3]。また、アンジェラはこの日、テレビ朝日系で生放送された『ミュージックステーション』に出演し、多くの出演者から祝福を受けた。
- 9月19日、2枚目のアルバム『TODAY』を発表し、初のオリコン・ウィークリー・チャート1位を獲得。また同年、全国41公演の4ヶ月間に渡るツアーを行った[11]。
- 12月25日、クリスマスの日に年末恒例の武道館ライブ「MY KEYS 2007 〜ピアノ弾き語りライブ in 武道館〜」を敢行。
- 12月31日、2年連続2度目の紅白歌合戦に「サクラ色」で出場。

### 2008年
- 第75回NHK全国学校音楽コンクール中学生の部の課題曲に「手紙 〜拝啓 十五の君へ〜」を提供。合唱の練習をする中学生の元をアンジェラが訪れた時の模様が5月と9月にNHKの特別番組で放送された。
- 9月7日、大阪城ホール史上初となる、単独アーティストによるピアノ弾き語りライブ「浪花のMY KEYS 2008 in 大阪城ホール」を開催。
- 9月17日、『手紙 〜拝啓 十五の君へ〜』を8枚目のシングルとして発表。9月29日付でオリコンチャートの3位に登場して以来、常に50位以内を維持し続け、2008年4月からの1年間でのトップ50位滞在週数は28週（滞在週数1位）を記録[12]。
- 12月26日、年末恒例の武道館ライブ「MY KEYS 2008 〜ピアノ弾き語りライブ in武道館〜」を敢行。アルバム「ANSWER」のリリースも発表された。
- 12月31日、3年連続3度目の紅白歌合戦に「手紙 〜拝啓 十五の君へ〜」で出場。

### 2009年
- 2月25日、3枚目のアルバム『ANSWER』を発表。オリコン初登場1位を記録。また同月、前回放送の後視聴者からNHKに送られてきた2000通の「未来への手紙」を元にして撮影された特別番組の完結編が放送された[13]。
- 2月25日、ベン・フォールズの活動15周年を記念した初ベスト・アルバム『BEN FOLDS FILE –コンプリート・ベスト・オブ BEN FOLDS FIVE & BEN FOLDS-』に、ベンと共作・共演した『BLACK GLASSES』が収録された（アンジェラが、シングル『手紙 〜拝啓 十五の君へ〜』のカップリングでベン・フォールズの『スティル・ファイティング・イット』を日本語でカバーしたことがきっかけ）[14]。
- 9月16日、NHK連続テレビ小説『つばさ』にタイアップされた9枚目のシングル『愛の季節』をリリース。
- 12月26日、年末恒例の武道館ライブ「MY KEYS PLUS+ 2009〜ピアノ 弾き語りライブ in 日本武道館〜」を敢行。
- 12月31日、4年連続4度目の紅白歌合戦に2年連続「手紙 〜拝啓 十五の君へ〜」で出場。

### 2010年
- デビューから5周年のアニバーサリーイヤー。
- 4月14日、「手紙 〜拝啓 十五の君へ〜」のアンサーソングとなる10枚目のシングル『輝く人』をリリース。
- 6月10日、献血の啓蒙活動「LOVE in Action」のライブイベント『LOVE in Action Meeting』に大トリ・シークレットゲストとして出演。
- 8月17日、徳島県のアスティとくしまにて5周年記念ライブ「阿波のMY KEYS 〜ピアノ弾き語りライブ in アスティとくしま〜」を敢行。
- 9月8日、5周年記念アルバムとして4枚目のアルバム『LIFE』をリリース。アルバム名を冠したツアーも敢行。
- 12月26日、年末恒例の武道館ライブ「HOME SWEET HOME “5YEARS”〜ベストヒット＆オールリクエスト〜」を敢行。ファン投票による選曲でランキングも発表された。
- 12月31日、5年連続5度目の紅白歌合戦にギター弾き語り曲「輝く人」で出場。

### 2011年
- 6月8日、自身初の両A面シングル『始まりのバラード/I Have a Dream』をリリース。
- 9月15日、妊娠5ヶ月であることが判明[15]。
- 9月16日、自身の誕生日の翌日にニコニコ動画の生放送にて、アルバムリリースPRを兼ねて誕生日放送をした。
- 9月28日、5枚目のアルバム『WHITE』をリリース。松岡智子と柴田由美子をゲストに、再びニコニコ動画の生放送にてアルバムリリースPR放送をした。
- 10月3日、ユニクロでニットを購入した人の中から抽選で招待されるスペシャルライブ「UNIQLOスペシャルライブ 〜アンジェラ・アキ わが心の歌〜」を敢行。
- 12月24日、年末恒例の武道館ライブを東日本大震災の被災地でもある宮城県で再現するために、仙台サンプラザにて「みちのくMY KEYS 〜スペシャルライブ in 仙台サンプラザ〜」を敢行。
- 12月26日、年末恒例の武道館ライブ「MY KEYS 2011 in 武道館 POWER OF MUSIC 〜オールリクエストスペシャル〜」を敢行。ファン投票による選曲でランキングも発表された。なお、セットリストは同月24日のものとは異なる。
- 12月31日、6年連続6度目の紅白歌合戦に「One Family」で出場。

### 2012年
- 1月7日、NHK Eテレで放送開始した『アンジェラ・アキのSONG BOOK in English』で講師を務める[注 4]。なお、このときには既に産休に入っている。
- 2月17日、午後に母子ともに健康の状態で男児を出産。20日、自身のブログで出産した旨を報告[15]。
- 6月6日、NHK『あさイチ』に出演し活動再開[16]。
- 7月11日、アニメ『宇宙兄弟』の主題歌となる12枚目のシングル『告白』をリリース[16]。
- 7月18日、6枚目のオリジナルアルバム『BLUE』をリリース[16]。

### 2013年
- 7月3日、13枚目のシングル『夢の終わり 愛の始まり』をリリース。
- 11月29日、2014年秋からアメリカの音楽大学に留学することに伴い、日本での活動を無期限に停止することを発表[17]。

### 2014年
- 3月5日、初のベストアルバム『TAPESTRY OF SONGS - THE BEST OF ANGELA AKI』をリリース。
- 4月、最後の全国ツアーを敢行。
- 4月11日のテレビ朝日のミュージックステーションを最後にテレビでの活動を休止した。
- 8月4日、東京・日本武道館にて全国ツアー「アンジェラ・アキ Concert Tour 2014 TAPESTRY OF SONGS -THE BEST OF ANGELA AKI」のファイナル公演を開催。これをもって無期限活動停止に入った[18]。

### 2016年
- 5月6日、南カリフォルニア大学音楽学校[19]での2年間の留学を終えて、帰国[20]。
- 東京ディズニーシーの新ミュージカルショー「アウト・オブ・シャドウランド」（7月9日より公演）の楽曲の作詞を担当。音楽活動を再開する[21]。
- 7月13日リリースの鈴木雅之のアルバム『dolce』に「明日をください」を提供。本作がアーティスト提供の初楽曲となる[22]。

### 2022年
- 1月12日リリースの鈴木瑛美子の配信曲に「カナリアの歌」を提供。

### 2023年
- 11月22日、10年ぶりに日本での活動を再開することを発表[23]。

### 2024年
- 5月から上演される東宝ミュージカル『この世界の片隅に』の音楽制作に参加[23]。同作の楽曲「この世界のあちこちに」をリアレンジ、自ら歌唱し、2月7日に配信リリース[23]。

### 2025年
- 4月3日、同年7月より11年ぶりとなる全国ツアー「アンジェラ・アキ Tour 2025 -Eleven-」を10都市で行うことを発表[24]。
- 5月21日、12年ぶりとなる新曲『Pledge』をリリース[25]。
- 7月21日、故郷・徳島県の徳島あわぎんホールより、全国ツアー『アンジェラ・アキ Tour 2025 -Eleven-』を開始[26]。

## 人物
ワシントンに住んでいた頃にアメリカ人男性と結婚するが、離婚。その後2007年3月9日に再婚したことをブログで発表した。
2012年2月20日第一子となる男児を出産。徳島弁（阿波弁）で話す。伊達眼鏡、Tシャツ（Haleiwa supermarketのTシャツを愛用）にジーンズ、及びコンバース社の靴を愛用している。好きな音楽について、メタリカ、マキシマムザホルモンを挙げている。また、酔って家に帰る時に大声で歌う癖があり、その際のレパートリーの中で特に気に入っているのが大塚愛の曲「CHU-LIP」とのこと2010年9月21日放送の『NEWS ZERO』内の「@CULTURE」で取り上げられた際、将来グラミー賞を獲る事を念頭に置いて活動する事を明言、その為に英語の曲を増やしたりグラミー受賞者のジャニス・イアンのスタジオを訪れるなど、すでに地盤固めに入っている。目標達成に対する期間設定と行動が明確で、日本武道館の単独コンサートも目標設定の3ヵ月後だったという。

## 音楽性
影響を受けたミュージシャンとして、フィオナ・アップル、ベン・フォールズ、メイシー・グレイ、サラ・マクラクラン、椎名林檎、ジョニ・ミッチェル、スマッシング・パンプキンズ、アラニス・モリセット、コールドプレイ、TLC、カニエ・ウェストなどの名前を挙げている。アメリカ在住当時は英語で作詞していたが、鬼束ちひろの『月光』を聴いて「日本でもアラニス・モリセットやサラ・マクラクランのように自分の身を削って痛々しい部分をさらけ出すような曲を作っても良いんだ」と悟り、日本に帰国後は日本語で歌詞を書くことにこだわり続けている。ピアノ弾き語りが中心であるが、スタジオ録音盤（CDアルバム・シングル等）では、バックにドラムやベース、ストリングス等を取り入れた楽曲がほとんどである。ピアノの演奏技術は、身体的制約（手が小さく1オクターブが限界）もあって（ライブでは、ごく一部の特定の曲においてミスタッチの少ないキーに変更して演奏することもある
）。ピアノを打楽器の様に扱い全身を使って行うダイナミックな演奏も特徴のひとつである。自身が監修したピアノ用楽譜を多く出版している。武道館ライブの楽譜に至ってはその当時のMCや曲の途中のアドリブ演奏まで含めた採譜となっている。

## 作品

### シングル
| 枚   | 発売日        | タイトル                        | 順位 | 規格       |
| ---- | ------------- | ------------------------------- | ---- | ---------- |
| 1st  | 2005年9月14日 | HOME                            | 38位 | CD         |
| 2nd  | 2006年1月18日 | 心の戦士                        | 13位 | CD、CD+DVD |
| 3rd  | 2006年3月15日 | Kiss Me Good-Bye                | 6位  | CD、CD+DVD |
| 4th  | 2006年5月31日 | This Love                       | 6位  | CD、CD+DVD |
| 5th  | 2007年3月7日  | サクラ色                        | 8位  | CD、CD+DVD |
| 6th  | 2007年5月23日 | 孤独のカケラ                    | 9位  | CD         |
| 7th  | 2007年7月11日 | たしかに                        | 15位 | CD         |
| 8th  | 2008年9月17日 | 手紙 〜拝啓 十五の君へ〜        | 3位  | CD、CD+DVD |
| 9th  | 2009年9月16日 | 愛の季節                        | 7位  | CD、CD+DVD |
| 10th | 2010年4月14日 | 輝く人                          | 6位  | CD、CD+DVD |
| 11th | 2011年6月8日  | 始まりのバラード/I Have a Dream | 17位 | CD、CD+DVD |
| 12th | 2012年7月11日 | 告白                            | 40位 | CD、CD+DVD |
| 13th | 2013年7月3日  | 夢の終わり 愛の始まり           | 30位 | CD、CD+DVD |

### 配信限定シングル
|     | 発売日        | タイトル             | 規格                   | ビルボード |
| --- | ------------- | -------------------- | ---------------------- | ---------- |
| 1st | 2024年2月7日  | この世界のあちこちに | デジタル・ダウンロード | 未公表     |
| 2nd | 2025年5月21日 | Pledge               | デジタル・ダウンロード | 未公表     |

### アルバム
オリジナルアルバム
| 枚        | 発売日        | タイトル                                   | 順位 | 規格       |
| --------- | ------------- | ------------------------------------------ | ---- | ---------- |
| US Indies | 2000年1月4日  | These Words                                | -    | CD         |
| ミニ      | 2005年3月9日  | ONE                                        | 88位 | CD         |
| 1st       | 2006年6月14日 | Home                                       | 2位  | CD、CD+DVD |
| 2nd       | 2007年9月19日 | TODAY                                      | 1位  | CD、CD+DVD |
| 3rd       | 2009年2月25日 | ANSWER                                     | 1位  | CD、CD+DVD |
| 4th       | 2010年9月8日  | LIFE                                       | 5位  | CD、CD+DVD |
| 5th       | 2011年9月28日 | WHITE                                      | 4位  | CD、CD+DVD |
| 6th       | 2012年7月18日 | BLUE                                       | 14位 | CD、CD+DVD |
| 7th       | 2024年4月24日 | アンジェラ・アキ sings『この世界の片隅に』 | 17位 | CD         |

カバーアルバム
| 発売日        | タイトル | 規格 | 順位       | 備考                               |
| ------------- | -------- | ---- | ---------- | ---------------------------------- |
| 2012年1月11日 | SONGBOOK | 11位 | CD、CD+DVD | ベスト・オブ・洋楽カバー・アルバム |

ベストアルバム
| 発売日       | タイトル                                   | 規格 | 順位       | 備考               |
| ------------ | ------------------------------------------ | ---- | ---------- | ------------------ |
| 2014年3月5日 | TAPESTRY OF SONGS - THE BEST OF ANGELA AKI | 3位  | CD、CD+DVD | 初のベストアルバム |

### 映像作品
|                           | 発売日                      | タイトル | 規格                      | 備考                                                        |
| ------------------------- | --------------------------- | --- | ------------------------- | ----------------------------------------------------------- |
| PV                        | 2006年4月5日                | Kiss Me Good-Bye | UMD                       |                                                             |
| ライブビデオ              | 2007年3月21日 2007年6月20日 | MY KEYS 2006 in 武道館                                                                                                  | DVD Blu-ray Disc          | ・初回生産限定盤 三方背BOX ドキュメンタリー・ブック付       |
| ライブビデオ              | 2008年10月1日               | Concert Tour 2007-2008 “TODAY”                                                                                          | DVD、Blu-ray Disc         | ・初回生産限定盤 三方背BOX ライブドキュメンタリー・ブック付 |
| ライブビデオ              | 2009年9月16日               | ピアノ弾き語りライブ 浪花のMY KEYS 2008 in 大阪城ホール & MY KEYS 2008 in 武道館                                        | DVD（2枚組）              | ・初回仕様 スペシャルBOX＆ドキュメンタリー・フォトブック付  |
| ライブビデオ+ドキュメント | 2010年9月22日               | アンジェラ・アキConcert Tour 2009 “ANSWER”ドキュメンタリー& ライブ                                                      | DVD（2枚組）              |                                                             |
| ライブビデオ              | 2012年7月18日               | HOME SWEET HOME “5YEARS”〜ベストヒット＆オールリクエスト〜in 武道館+阿波のMY KEYSピアノ弾き語りライブinアスティとくしま | DVD（2枚組）,Blu-ray Disc |                                                             |

### 音楽配信
| 発売日         | タイトル                               | 備考               |
| -------------- | -------------------------------------- | ------------------ |
| 2006年12月31日 | HOME -第57回NHK紅白歌合戦ヴァージョン- | 着うた、着うたフル |

### その他参加作品
- SOB-A-MBIENT；Music for your favorite soba shop（2003年6月18日発売） ビクターエンタテインメント VICL-61047 （廃盤）

M-3「おしながき 〜コニシのおそばやさんｖ」（小西康陽 featuring アンジェラ・アキ）参加
- 荏原健太『めぐり唄』（2008年7月1日発売）

### 楽曲提供
- 鈴木雅之 - 「明日をください」（作詞・作曲、アルバム『dolce』収録）[22]
- May J. duet with 八代亜紀 - 「母と娘の10,000日 〜未来の扉〜」（作詞・作曲）
- 鈴木瑛美子 - 「カナリアの歌」（作詞・作曲、プロデュース）
- 由紀さおり - 「あなたにとって」（作詞・作曲、アルバム『BEGINNING 〜あなたにとって〜』収録）
- 大原櫻子 - 「名前」（作詞・作曲）[32]

## 主な出演
- 亀田音楽専門学校（2013年10月3日・10日、NHK）

### NHK紅白歌合戦出場歴
| 年度/放送回                                                                               | 回 | 曲目                             | 出演順 | 対戦相手   |
| ----------------------------------------------------------------------------------------- | -- | -------------------------------- | ------ | ---------- |
| 2006年（平成18年）/第57回                                                                 | 初 | HOME                             | 20/27  | さだまさし |
| 2007年（平成19年）/第58回                                                                 | 2  | サクラ色                         | 06/27  | WaT        |
| 2008年（平成20年）/第59回                                                                 | 3  | 手紙 〜拝啓、十五の君へ〜        | 18/26  | 森山直太朗 |
| 2009年（平成21年）/第60回                                                                 | 4  | 手紙 〜拝啓、十五の君へ〜(2回目) | 19/25  | 布施明     |
| 2010年（平成22年）/第61回                                                                 | 5  | 輝く人                           | 03/22  | AAA        |
| 2011年（平成23年）/第62回                                                                 | 6  | One Family                       | 02/25  | flumpool   |
| * 曲名の後の（○回目）は紅白で披露された回数を表す。 * 出演順は「出演順/出場者数」を表す。 |    |                                  |        |            |

## タイアップ一覧
| 曲名                      | タイアップ                                                                   |
| ------------------------- | ---------------------------------------------------------------------------- |
| 愛するもの                | 日立DVDカム『Wooo』TVCMソング                                                |
| 心の戦士                  | 中京テレビ『中京テレビニュースプラス1』エンディングテーマ                    |
| Kiss Me Good-Bye          | スクウェア・エニックスPlayStation 2用ゲームソフト『FINAL FANTASY XII』挿入歌 |
| This Love                 | MBS・TBS系アニメ『BLOOD+』エンディングテーマ                                 |
| Love Is Over Now          | MBS・TBS系『世界ウルルン滞在記』エンディングテーマ                           |
| サクラ色                  | 『Cyber-shot Tシリーズ』CMソング                                             |
| On & On                   | 全国東宝系公開映画『犬神家の一族』イメージソング                             |
| Power of MUSIC            | JFL系『Power Of Music』キャンペーンソング                                    |
| 孤独のカケラ              | TBS系ドラマ『孤独の賭け〜愛しき人よ〜』主題歌                                |
| たしかに                  | au KDDI 『LISMO!』CMソング                                                   |
| Again                     | フジテレビ系全国ネット『めざましテレビ』テーマソング                         |
| 手紙 〜拝啓 十五の君へ〜  | NHK『みんなのうた』2008年8・9月度使用曲                                      |
| 手紙 〜拝啓 十五の君へ〜  | 第75回NHK全国学校音楽コンクール 中学校の部課題曲                             |
| 手紙 〜拝啓 十五の君へ〜  | 日本郵政グループCMソング                                                     |
| 手紙 〜拝啓 十五の君へ〜  | 関西電力：企業CM「阪神淡路大震災メモリアル〜15歳の君へ」編                   |
| 手紙 〜拝啓 十五の君へ〜  | 「2011 SENDAI光のページェント」テーマソング                                  |
| 手紙 〜拝啓 十五の君へ〜  | 映画『くちびるに歌を』主題歌                                                 |
| Knockin' On Heaven's Door | 映画『ヘブンズ・ドア』主題歌                                                 |
| 愛の季節                  | NHK連続テレビ小説『つばさ』主題歌                                            |
| 輝く人                    | NHK『こころの遺伝子 〜あなたがいたから〜』テーマソング                       |
| LIFE                      | 日本生命『みらいサポート』CMソング                                           |
| 始まりのバラード          | フジテレビ系テレビドラマ『名前をなくした女神』主題歌                         |
| I Have a Dream            | 『ワシントン・ナショナル・ギャラリー展』テーマソング                         |
| One Family                | NHK特別番組『宇宙の渚』テーマソング                                          |
| 津軽海峡・冬景色          | ユニクロ『メリノセーター』TVCMソング                                         |
| 告白                      | 読売テレビ・日本テレビ系アニメ『宇宙兄弟』エンディングテーマ                 |
| 夢の終わり 愛の始まり     | シオノギ製薬『セデス・ハイ』イメージソング                                   |
| Amazing Grace             | NHK BSプレミアムドラマ『狸な家族』テーマソング                               |
| Beautiful                 | ドキュメンタリー映画『HAFU』テーマソング                                     |

## 楽曲提供
- New Day
  - ジミー・スコット（Jimmy Scott）に提供され、ヤクルト400のCMソングとして使用された。アンジェラがデビュー前に提供した楽曲であり、日本で初めて流れた彼女の楽曲でもある。ジミーおよびアンジェラによるフルバージョンは公開されていないが、完成はしている模様[33]である。
- ふるさとの色
  - NHKの番組「もっと四国音楽祭2018」からの依頼で書き下ろした[34]。同郷の歌手丸山純奈とドクター・キャピタルが歌いNHK四国テーマソングとして使用されている
- 初恋のワルツ
  - Annaの2ndシングル表題曲のサウンドプロデュースを担当。
- なお、楽曲提供ではないが、徳島県立しらさぎ中学校（令和3年4月開校）校歌の作詞・作曲を手掛けた[35]。

## サポートミュージシャン
- 沖山優司 - ベース、ギター、シンセサイザー、コーラス
- 村石雅行 - ドラム、コーラス
- 西川進 - ギター
- 松岡モトキ - ギター、プロデューサー
- 亀田誠治 - ベース、プロデューサー
- 河野伸 - キーボード
- 荏原健太（エバラ健太） - ギター、コーラス
- Ryoko - コーラス
- 山根麻以 - コーラス
- 弦一徹ストリングス - 弦楽器
- 斎藤ネコ - ヴァイオリン
- 永山利彦 - チェロ
- 鈴木崇（BABY JOE）
- 新井遼一（BABY JOE）